# Tepotinib
Le tépotinib, est une molécule utilisée comme médicament anticancéreux et  vendu sous la marque Tepmetko.

## Mode d'action
C'est un inhibiteur de kinase qui bloque le récepteur du facteur de croissance hépatocytaire (gène MET),.

## Usage médical
C'est un médicament utilisé pour traiter le cancer du poumon non à petites cellules . Plus précisément, il est utilisé dans les maladies métastatiques caractérisées par un saut de l'exon 14 de la transition mésenchymateuse-épithéliale . Il se prend par voie orale.

## Effets secondaires
Les effets secondaires du médicament comprennent l'enflure, la fatigue, les nausées, la diarrhée, les douleurs musculaires, une faible teneur en sodium et l'essoufflement;  d'autres effets secondaires peuvent inclure une pneumopathie et des problèmes hépatiques. L'utilisation pendant la grossesse peut nuire au fœtus.

## Histoire
Le  médicament a été approuvé au Japon en 2020, aux États-Unis en 2021 et en Europe en 2022,. Au Royaume-Uni, cela coûte au NHS environ 7 200 livres sterling  par mois à partir de 2022. Ce montant aux États-Unis coûte environ 22 800 dollars américains.